# القناة الثانية الإسبانية
القناة الثانية الإسبانية هي قناة تلفزيونية إسبانية، وهي القناة الثانية لمجموعة التلفزيون الإسباني أُنشِأت في 15 نوفمبر 1965.

## شعارات القناة
| نوفمبر 1966 - فبراير 1991 | فبراير 1991 - أغسطس 1991 | أغسطس 1991 - نوفمبر 1999 | نوفمبر 1999 - يونيو 2007 | يونيو 2007 - ديسمبر 2008 | ديسمبر 2008 – الآن |
| ------------------------- | ------------------------ | ------------------------ | ------------------------ | ------------------------ | ------------------ |